# Audi A2

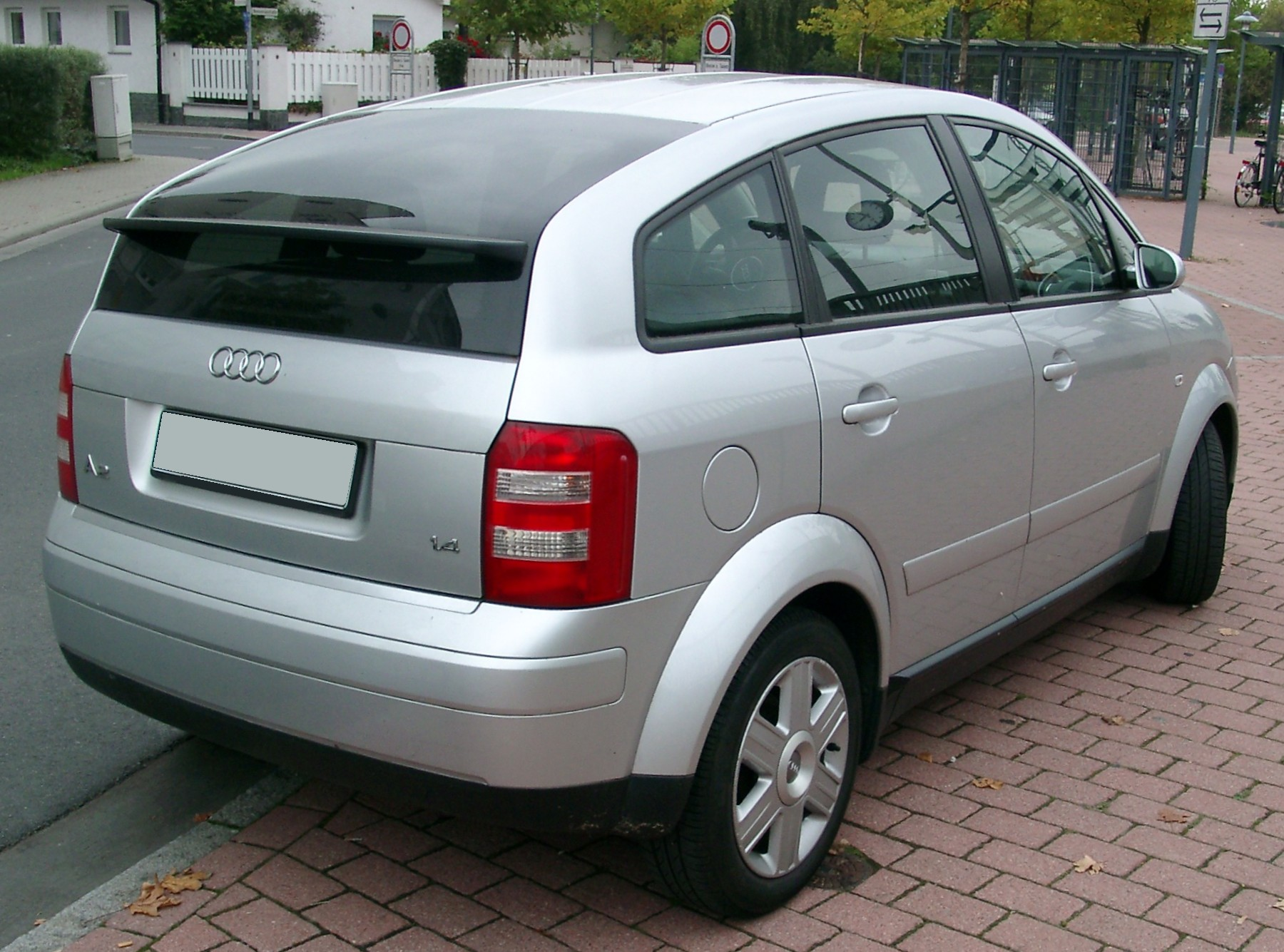
spate

Audi A2 a fost o mașină clasa supermini, produsă în Germania din noiembrie 1999 până în august 2005.
1. 1 2 3 4
2. ↑  „Audi A2 1.2 TDI Dimensiuni”. audiworld.com/news. Arhivat din original la 9 octombrie 2019. Accesat în 26 ianuarie 2025. Parametru necunoscut |data accesării= ignorat (ajutor)